# Huichol (volk)
De Huichol, ook Wixárika, is een indiaans volk in het westen van Mexico. In 2000 werd het aantal Huichol in Mexico op 47.625 geschat. Ze bevolken de Westelijke Sierra Madre, in de staten Jalisco, Nayarit, Durango en Zacatecas.
De Huichol noemen zich in hun eigen taal Wirrá'itari, wat "tovenaar" betekent. Hun taal, die eveneens Huichol heet, maakt deel uit van de Uto-Azteekse taalfamilie. Hun meest naaste verwanten zijn de Cora. Over hun oorsprong is niet veel bekend; waarschijnlijk zijn zij ten tijde van de Spaanse verovering gemigreerd naar het gebied dat zij nu bevolken.
De Huichol leven vrij afgezonderd van de rest van de wereld. Ze zijn een landbouwend volk en kennen gemeenschappelijk grondbezit. Ook hebben ze nog hun eigen religie, met een animistisch en sjamanistisch karakter. Elk jaar ondernemen ze een tocht naar San Luis Potosí om daar peyote (Lophophora williamsii) te verzamelen voor hun religieuze rituelen. De laatste halve eeuw zijn Amerikaanse missionarissen in het Huicholgebied neergestreken en heeft een deel van de Huichol zich bekeerd tot het christendom, wat tot enige spanningen heeft geleid.
De Huichol genieten een redelijke mate van autonomie. Zij hebben twee regeringen, een autonome en een die zaken met de Mexicaanse regering afhandelt. Ook gelden er voor de Huichol aparte drugswetten, opdat ze de peyotecactus kunnen gebruiken, die een belangrijke rol speelt in hun religieuze rituelen. Lange tijd hielden de Huichol zich politiek afzijdig, maar in recente jaren is dit veranderd. Tegenwoordig hebben enkele gemeentes in het noorden van Jalisco een Huicholburgemeester.
Victoriano Huerta, dictator van Mexico tussen 1913 en 1914, was voor een kwart Huichol.

## Kunst

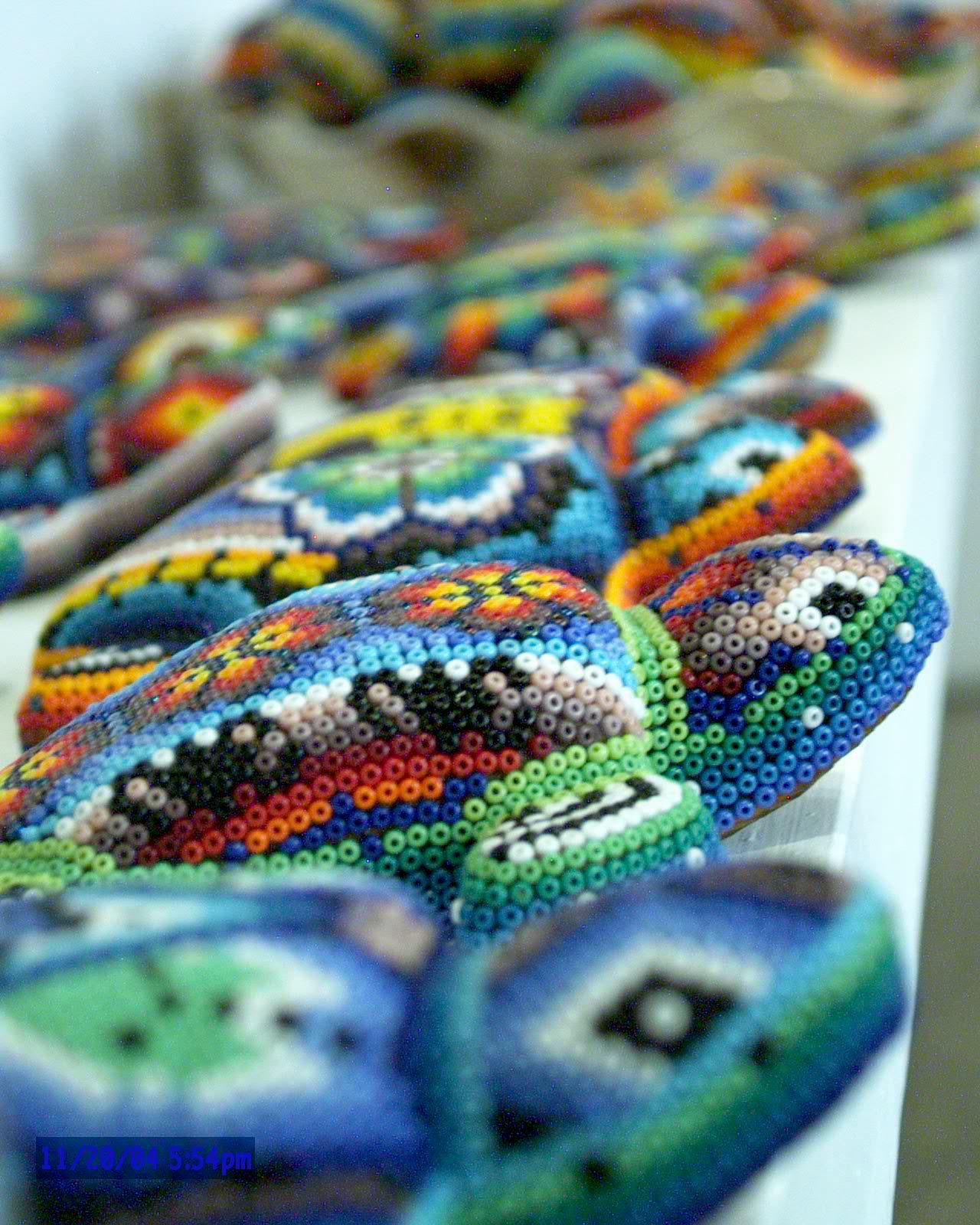
Met kralen bewerkte beelden

De huichol staan bij toeristen vooral bekend om hun met kralen bewerkte kunstvoorwerpen. Dit is een kunstvorm die pas sinds de jaren 1960 wordt toegepast. Dit zijn houten beelden die met kralen bewerkt zijn. Deze kralen worden volgens een patroon met was op het beeld geplakt.
De nieli'ka is van religieuze oorsprong. Dit is een vierkant schilderij van textiel en heeft vaak een gat in het midden. Hierop zijn afbeeldingen te zien uit de Huicholmythologie. Vaak wordt hierbij gebruikgemaakt van felle kleuren.